# Javier Cervera
Javier Cervera Gil (Valencia, 1967) es un historiador español.

## Biografía
Nació el 8 de mayo[cita requerida] de 1967 en Valencia. Doctor en Historia y en Ciencias de la Información por la Universidad Complutense de Madrid, es Catedrático de Historia  Contemporánea en la Universidad Francisco de Vitoria. Ha investigado la historia de España del siglo XX, en especial la guerra civil española, de la que es un importante estudioso, la Segunda República, el exilio republicano y el franquismo.

## Obras
- Madrid en guerra. La ciudad clandestina (1998), ISBN 84-206-2908-1. El primer tomo de la tesis doctoral en la que se basa este libro (Violencia política y acción clandestina: la retaguardia de Madrid en guerra, 1996)[2]
- Así terminó la guerra de España (1999), ISBN 84-95379-00-7, en colaboración con Ángel Bahamonde;
- Así terminó la guerra de España (Edición revisada y actualizada) (2024), ISBN 978-84-19892-01-0, en colaboración con Ángel Bahamonde;
- Ya sabes mi paradero. La guerra civil a través de las cartas de los que la vivieron (2005), ISBN 84-08-05887-8;
- La guerra no ha terminado. El exilio español en Francia, 1944-1953 (2007), ISBN 978-84-306-0636-8.[3]
- Contra el enemigo de la República... desde la Ley. Detener, juzgar y encarcelar en guerra. (2015); ISBN 978-84-16170-65-4
- Coloquios sobre la guerra civil española (2022);; ISBN 978-84-18746-87-1